# Ольвія (порт)
Спеціалізо́ваний морськи́й порт «О́львія» (до 2017 року — спеціалізо́ваний морськи́й порт «Октябрьск») — морський порт, розміщений на лівому березі Бузького лиману за 25 км від міста Миколаєва. Відповідно до Закону України «Про морські порти України» функції адміністрації морського порту виконує філія «Ольвія» ДП Адміністрації морських портів України.

## Історія
Заснований в 1965 році, як порт-пункт Миколаївського морського торговельного порту. З 1993 року виділений в окремий порт. Проєктувався для перероблення спеціалізованих вантажів, головним чином військової техніки. Зараз є одним із найсучасніших портів в Україні. Відкритий для заходу іноземних суден.
У 2013 році у зв'язку з проведенням реформи у морській галузі та набранням чинності Законом України «Про морські порти України» від 17 травня 2012 року № 4709-VI частина майна, а також прав та обов'язків державного підприємства «Спеціалізований морський порт «Октябрськ» були виділені на баланс новоствореного Державного підприємства «Адміністрація морських портів України».
Нині існують три підприємства, які здійснюють свою господарську діяльність в СМП Ольвія, а саме державне підприємство «Адміністрація морських портів України» в особі філії «Ольвія» (адміністрація спеціалізованого морського порту Ольвія), державне підприємство «Стивідорна компанія «Ольвія» (портовий оператор) та товариство з обмеженою відповідальністю «Компанія «Євровнєшторг» (морський термінал), які здійснюють свою діяльність згідно з чинним законодавством України з урахуванням змін, що відбулися в ньому у зв'язку з проведенням в Україні реформи в морській галузі.
В січні 2017 року, у рамках «декомунізації», спеціалізований морський порт «Октябрськ» перейменовано на спеціалізований морський порт «Ольвія».
В 2019 році, Кабінет Міністрів України схвалив передачу з підпорядкування Міністерства інфраструктури в управління держконцерну «Укроборонпром» нерухомості державної стивідорної компанії «Ольвія» (Миколаїв) і створення на її базі стивідорної компанії для переробки військових вантажів.
11 серпня 2023 року, Кабінет Міністрів України погодив реорганізацію ДП «Херсонський морський торговельний порт», в ході якої порт приєднаний до ДП «Стивідорна компанія «Ольвія», портового оператора Спеціалізованого морського порту «Ольвія».

## Опис
Підхід кораблів до порту здійснюється через Бузько-Дніпровсько-лиманський канал (БДЛК).
Порт обладнаний найновішими портальними кранами вантажністю від 10 до 40 тонн, автонавантажувачами з вилковим захватом вантажністю від 1,5 до 25 тонн, моторними буксирами для повного транспортування вантажів, ролл-трейлерами, тягачами, спецтехнікою.
Площа критих складів — 40 тис. м², відкритих складських площ — 250 тис. м².
Пропускна здатність СМП Ольвія дозволяє переробляти понад 2 млн тонн генеральних вантажів на рік.
Морський порт приймає загальні вантажі, вантажі в коробках, палетах, контейнерах, займається перевантаженням металу, навалювальних вантажів (зернові вантажі, глина). В СМП Ольвія можуть оброблятися будь-які види вантажів за винятком наливних.
Порт, для виконання вантажно-розвантажувальних робіт і обслуговування морських і річкових суден, має 7 причалів державної форми власності, включаючи причал для обробки суден типу «Ро-Ро» та 1 причал побудований за приватні кошти морського терміналу ТОВ «Компанія «Євровнєшторг». Загальна протяжність причалів становить - 1,81 км.
Може приймати судна з осадкою до 10,3 м, довжиною судна до 230 м, шириною до 32,5 м і вантажністю до 40 000 т.
Навігація у порту триває цілий рік, проте зазвичай у період з січня по березень оголошується льодова компанія.